# Райдолинський степ
Райдолинський степ — ландшафтний заказник в межах Веселинівської селищної територіальної громади Вознесенського району. Розташовується неподалік села Райдолина в урочищі Балка Кобилянська. Створений рішенням Миколаївської обласної ради №24 від 21.12.2021 року  для збереження найбільшого цілинного степового масиву в басейні річки Чичиклія. Наукове обгрунтування створення заказника підготовленно експертами Української природоохоронної групи.
Загальна площа 296,89 га.

## Ландшафти
Територія заказника «Райдолинський степ» являє собою одну з найбільших ділянок із типовою степовою рослинністю, яка добре збереглася в басейні річки Чичиклія. Вона характеризується цілісною системою балок (Кобилянська та Понтична) на правобережній частині водозбору річки Чичиклія.

## Рослинний світ
За флористичним районуванням територія відноситься до Західнопричорноморсько-Рівниннокримського округу Західнопричорноморської підпровінції Причорноморсько-Дінської провінції Панонсько-Причорноморсько-Прикаспійської області Північнопалеарктичного царства.
В складі флори заказника виявленно степові, лучно-степові види судинні види рослин. За показниками біорізноманіття та збереженністю ландшафтів територія балки Кобилянської є однією з небагатьох територій в басейні Чичиклії, що мало зазнали антропогенного впливу, зберігши при цьому ціллинні степи з видами, які охороняються згідно Червоної книги України (2009) та Регіонального червоного списку. Серед видів, що занесені до Червоної книги України відміченно:астрагал шерстистоквітковий  (Astragalus dasuanthus Pall) астрагал понтійський (Astragalus ponticus), горицвіт весняний (Adonis vernalis), горицвіт волзький (Adonis volgensis), шафран сітчастий (Crocus reticulatus), рястка Буше (Ornithogalum boucheanum), брандушка різнобарвна (Bulbocodium versicolor), ковила волосиста (Stipa capillata), ковила Лессінга (Stipa lessingiana) та ковила українська (Stipa ukrainicae).Також в балці Кобилянській та її відрогах знаходиться одна з найбільших у північно-західному Причорномор'ї популяцій півників понтичних (Iris pontica Zapal.).На схилах балки цей вид зустрічається дуже часто. Серед грибів занесених до Червоної книги України виявленно зморшок степовий (Morshella stepicola).Таким чином червонокнижна фракція судинних рослин і грибів в межах заказника нараховує 10 видів. Це вказує на важливу созологічну складову цінності екосистеми цієї балки.
Серед регіонально рідкісних видів, що підлягають особливій охороні в межах Миколаївської області зростають ефедра двоколоскова(Ephedra distahia), астрагал пухнастоцвітий (Astragalus pubiflorus), півники солелюбні (Iris halophilla), ломиніс цілиннолистий (Clematis integrifolia), белевалія сарматська (Bellevalia sarmatica) та ін. Основу флори балки складають степові види: ковила волосиста (Stipa capillata), ковила Лессінга (Stipa lessingiana), типчак (festuca valesiaca), шавлія поникла (Salvia nemorosa), миколайчики польові (Eryngium comprestre), залізняк колючий (Phlomis pungens), цибуля жовтувата (Allium flavescens), та ін. Індикаторами лучної рослинності виступають: пирій повзучий (Eryngia repens), тонконіг вузьколистий (Poa angustifolia), астрагал еспарцетний (Astragalus anobrischis), оман британсткий (Inula britanica), півники солелюбні (Iris halophyla).
Ценози лучної рослинності представленні справжніми та остепненими луками, що займають тальвеги балок. Природні лісові та чагарникові угруповання представлені слабко у вигляді дібров з в'язу низького (Ulmus), шипшини (Rosa), глоду (Grataegus), груші звичайної (Pyrus comunis) та карагани кущової (Caragana frutex). Угрупування Зеленої книги України представлені формацією ковили волосистої (Stipeta capillatae), ковили Лессінга (Stipeta lessingianae), ковили української (Stipeta ukrainicae) та формації мигдалю низького (Amygdaleta nana).

## Тваринний світ
Згідно зоогеографічного районування досліджувана територія, що пропонується для створення ландшафтного заказник заказника державного значення розташована в межах Палеарктичного відділу, Європейсько-Сибірської області, Степової зоогеографічної провінції.
Фауна безхребетних цієї території  включає 3 види денних метеликів (Lepidoptera) занесених до Червоної книги України, Європейського червоного списку та видів, які підлягають особливій охороні згідно Бернської конвенції: поліксена (Zerynthia polyxena), подалірій (Iphiclides podalirius), махаон (Papilio machaon).
З ряду прямокрилі (Orthoptera) зустрічається дибка степова (Saga pedo), що знаходиться під особливою охороною Червоної книги України, Європейського червоного списку та до списків охоронюваних видів фауни Бернської конвенції.
Більш багатою за видовим різноманіттям є фауна ряду Перетинчастокрилих (Hymenoptera). З видів, що знаходяться під захистом відмічені сколія-гігант (Scolia maculata), бджола-тесляр звичайна (Xylocopa valga), джміль глинистий (Bombus argillaceus), джміль яскравий (Bombus ponorum). Зважаючи на це територія є важливим осередком комах-запилювачів та ентомофагів.
З представників Плазунів (Reptilia) відмічена для досліджуваної території ящірка прудка (Lacerta agilis), а також вуж звичайний (Natrix natrix). 
Всі зазначені види під особливою охороною та занесені в різні охоронні списки.
На  гніздуванні та під час кочівель тут зустрічаються зозуля (Cuculus canorus), горлиця звичайну (Streptopelia turtur), припутень (Columba palumbus). Серед денних жижиш птахыв зустрічається лунь очеретяний (Circus aeruginosus), лунь польовий (Circus cyaneus), зимняк (Buteo lagopus).
З видів занесених до Червоної книги України та Європейського червоного списку відмічені сорокопуд сірий (Lanius excubitor) та лунь польовий (Circus cyaneus), що знаходяться в межах території взимку.
Склад фауни ссавців даної території представляє сліпак подільський (Spalax zemni), який є ендеміком Правобережного Степу та Лісостепу та занесений до Червоної книги України, та ласка (Mustela nivalis) – занесена в список регіональної охорони Миколаївської області .

## Порушення заповідного режиму
У 2022 та 2025 роках виявлено незаконне розорювання території заказника.